# Eugenia sotoesparzae
Eugenia sotoesparzae är en myrtenväxtart som beskrevs av P.E.Sánchez. Eugenia sotoesparzae ingår i släktet Eugenia och familjen myrtenväxter. Inga underarter finns listade i Catalogue of Life.